# Cantonul Calais-Est
Cantonul Calais-Est este un canton din arondismentul Calais, departamentul Pas-de-Calais, regiunea Nord-Pas-de-Calais, Franța.

## Comune
| Comune | Populație (1999) | Cod poștal | Cod INSEE |
| ------ | ---------------- | ---------- | --------- |
| Calais | 14 141           | 62100      | 62193     |
| Marck  | 8 987            | 62730      | 62548     |